# ジェームズ・スミス・ブッシュ
ジェームズ・スミス・ブッシュ（英: Rev. James Smith Bush、1825年6月15日 - 1889年11月11日）は、アメリカ合衆国の弁護士、米国聖公会司祭、宗教作家。ブッシュ家の一員で、第41代アメリカ合衆国大統領ジョージ・H・W・ブッシュの曾祖父、第43代大統領ジョージ・W・ブッシュの高祖父にあたる。

## 略歴
ロチェスターでオバディア・ブッシュ（1797年 - 1851年）とハリエット・スミス（1800年 - 1867年）の息子として生まれた。

### イェール大学
1841年にイェール大学に入学し（class of 1844）、以来イェール大学はブッシュ家の長い伝統になった。孫プレスコット・ブッシュ、曾孫ジョージ・H・W・ブッシュ、ウィリアム・H・T・ブッシュ、玄孫ジョージ・W・ブッシュ、来孫バーバラ・ピアース・ブッシュも同校の卒業生である。1883年のWolf's Headの設立を支持した300人余りのイェール卒業生、教職員の一人である。卒業後にロチェスターへ戻り、法律を学んで1847年に法曹界に入った。

### 最初の結婚
1851年にサラトガ・スプリングズ在住のサラ・フリーマンと結婚したが、18カ月後の出産中に死亡した。
その後、同地の聖公会教会のRectorと神学を学んだ。1855年に助祭に叙階され、ニュージャージー州オレンジに新たに造られたグレイス教会の教区牧師となった。

### 再婚
1859年2月24日、サミュエル・ハワードとスーザン（・シェルマン）・フェイの娘のハリエット・エレノア・フェイとニューヨーク市のトリニティ教会で結婚した。ハリエットはジョージア州サバンナ生まれである。父はイングランド生まれでアメリカに移民したジョン・フェイから6代目にあたる。1656年5月30日にスピードウェル号に乗りグレーブゼンドを出航、1656年6月27日に到着した。

#### 子供
1. ジェームズ・フリーマン - ニュージャージー州エセックスで1860年6月15日生。
2. サミュエル・プレスコット・ブッシュ - ニュージャージー州オレンジで1863年10月4日生。
「サミュエル」は、ハリエット・フェイの祖父サミュエル・プレスコット・フィリップス・フェイの名にちなんで名付けられた。
3. ハリエット・モンフォール - 1871年11月14日生。
4. エレノア・ハワード - 1873年11月7日生。

### 経歴
1865年から1866年にかけて、教会からサバティカルを与えられマゼラン海峡を通り、装甲艦モニター艦でジョン・ロジャーズ (en) （ブッシュの教区民）と国際親善としてサンフランシスコへと旅をした。公式にはロジャーズの秘書としてであったが、"活動的なチャプレン"と見なされ、船上で活動し、モンテビデオで出会ったドイツ系アメリカ人ブレット・ハートのため船上結婚式まで行っている
。偶然にも、ロジャーズによる調停が失敗した後、艦隊はチンチャ諸島戦争におけるスペイン海軍によるバルパライソ砲撃を目撃した。。
1867年から1872年にかけて、サンフランシスコのグレース大聖堂に招かれたが、家族のこともあり、わずか5年しかいなかった。発明家ハニバル・グッドウィンと共にいたことは The Californian のマーク・トウェインの週刊コラムで風刺された。
1872年にウェストブライトンで昇天教会からの電話を受け取った。1884年、教会のラッフル (Raffle) をめぐる紛争（金時計は競売にかけられ、彼はこれを賭博と見なした）の中、辞任した。
1883年、同僚R. ヒーバー・ニュートンの Uses of the Bible に対応して、説話集 More Words About the Bible を出版した。1885年に出版した Evidence of Faith は The Literary Worldにより "clear, simple, and unpretending" と評価され、神に対しての超自然現象を要約したものであった According to the same journal, both works fit into the broad church movement. The Boston Advertiser called the latter work "the best statement of untrammeled spiritual thought" among recent books.。
その後、ブッシュはコンコードへ引退し、1888年に完全に米国聖公会を離れ、ユニテリアン主義となった。このストレスが、後の人生において健康に悪影響を及ぼした。イサカに引っ越した後、1889年に落ち葉をかき集めている最中に突然死した。

## 著作

### 説話集
- The Atonement. A sermon, preached before the convention of the Diocese of New Jersey, on Wednesday, the 27th day of May, A.D. 1863. (1863). OCLC 31430725
- Death of president Lincoln. A sermon, preached in Grace Church, Orange, N.J., Easter, April 16, 1865. (1865). OCLC 21467720
- Building on Christ: a sermon preached at the opening of St. Paul's Church, San Rafael, October 10th, 1869. (1869). OCLC 1022229

### 本
- The priesthood and absolution. New York: ?. (1878). OCLC 949190
- More words about the Bible. New York City: J. W. Lovell. (1883). OCLC 40115349
- Evidence of faith. ボストン: J. R. Osgood. (1885). OCLC 5816854